# Goyazia rupicola
Goyazia rupicola là một loài thực vật có hoa trong họ Tai voi. Loài này được Taub. mô tả khoa học đầu tiên năm 1896.